# David Gill (fotbollsdirektör)
David A. Gill, född 5 augusti 1957 i Reading, är en engelsk fotbollsdirektör, som är före detta VD för engelska fotbollslaget Manchester United.

## Karriären

### Tidigare karriär
- 1981: Price Waterhouse som auktoriserad revisor.
- 1986: The BOC Group
- 1990: Avis
- 199?: Proudfoot PLC som CFO
- 199?: London Stock Exchange
- 199?: First Choice Holidays

### Manchester United
- 1997: CFO.
- 2000: CFO/Vice-VD.
- 2001: Chef för de dagliga verksamheten.
- 2003: VD för Manchester United PLC.
- 2005: VD för Manchester United Ltd efter att Malcolm Glazer köpte klubben.
- 2006: Styrelsemedlem för det engelska fotbollsförbundet, Football Association.
- 2007: Vice-ordförande för G-14 tills det upplöstes 2008.